# Honório Serpa
Honório Serpa est une municipalité brésilienne située dans l'État du Paraná.